# Thomas Johannes Mayer
Thomas Johannes Mayer (geb. 30. Oktober 1969 in Bensheim) ist ein deutscher Opernsänger der Stimmlage Bass-Bariton.

## Leben
Mayer studierte zunächst Philosophie, Geschichte und Musikwissenschaft und absolvierte anschließend sein Gesangsstudium bei Lieselotte Hammes und Kurt Moll an der Musikhochschule Köln. Ein erstes Engagement führte ihn nach Regensburg. Weitere Stationen mit Festengagements waren die Opernhäuser in Darmstadt, Basel, Karlsruhe und Hamburg. 
Gastengagements folgten weltweit unter anderem an der Bayerischen Staatsoper München, dem Royal Opera House Covent Garden, der Opéra National de Paris, der Mailänder Scala, der Berliner Staatsoper, der Deutschen Oper Berlin, der Staatsoper Dresden, verschiedenen weiteren deutschen Staatstheatern, dem Théâtre de la Monnaie Brüssel, dem New National Theater in Tokyo, der Wiener Staatsoper, dem Tanglewood Festival in Boston, den Bregenzer Festspielen, den Salzburger Festspielen und den Bayreuther Festspielen.
Er sang große Partien seines Fachs u. a. in den Titelrollen des Don Giovanni, Wozzeck, Macbeth, Rigoletto, Eugen Onegin, Mathis der Maler und Orest. 
2007/08 war er der Achilles in der durch die Fachzeitschrift Opernwelt als Inszenierung des Jahres ausgezeichneten Oper Penthesilea von Othmar Schoeck unter der Regie von Hans Neuenfels. 
Noch in der gleichen Spielzeit debütierte Thomas Johannes Mayer an der Mailänder Scala in der Titelpartie des Wozzeck unter der Regie von Jürgen Flimm. 
2012 gab er sein Debüt bei den Bayreuther Festspielen als Telramund in Hans Neuenfels’ Lohengrin-Inszenierung, den er auch 2013 und 2014 sang. 2016 war er als Fliegender Holländer unter der Regie von Jan Philipp Gloger, 2017 als Wanderer im Siegfried unter der Regie von Frank Castorf, 2018 als Amfortas in der Regie von Uwe Eric Laufenberg zu hören, bevor er 2019 im Rahmen einer Umbesetzung erneut die Rolle des Telramund in der Inszenierung von Yuval Sharon übernahm. 
Mayer arbeitete unter anderem mit den Dirigenten Claudio Abbado, Daniel Barenboim, Semyon Bychkov, John Eliot Gardiner,  Valery Gergiev, Mariss Jansons, Philippe Jordan, Wladimir Jurowski, Sir Neville Marriner, Zubin Mehta, Kent Nagano, Andris Nelsons, Kirill Petrenko, Donald Runnicles, Simone Young, Simon Rattle, Christian Thielemann, Marcello Viotti, Sebastian Weigle und Jaap van Zweden zusammen.

## Repertoire (Auswahl)
Mayers Repertoire reicht mit über 90 Partien von W. A. Mozart (Don Giovanni), Carl Maria von Weber (Kaspar in Der Freischütz), Peter Tschaikowski (Eugen Onegin), Wagner-Opern (Sachs, Wolfram, Amfortas, Kurwenal, Telramund, Holländer, Wotan/Wanderer), Giuseppe Verdi (Macbeth, Falstaff, Posa, Amonasro, Germont, Rigoletto), Giacomo Puccini (Scarpia), Antonin Dvořak (Vodnik), Richard Strauss (Mandryka, Barak, Jochanaan), Franz Schreker (Tamare), Hans Pfitzner (Borromeo), Johann Strauss (Eisenstein), Alban Berg (Wozzeck), Arnold Schönberg (Moses und Aron) bis Manfred Trojahn (Orest).

## Diskografie
CD
- Franz Schreker: Das Spielwerk und die Prinzessin

DVD
- Alban Berg: Lulu Berlin, Salzburg
- Ernst Krenek: Karl V.[4]
- Wagner: Parsifal, Théâtre La Monnaie Brüssel
- Arnold Schönberg: Moses und Aron
- Nikolai Rimsky-Korsakov: The Snow Maiden, Opéra National de Paris